# Juanes

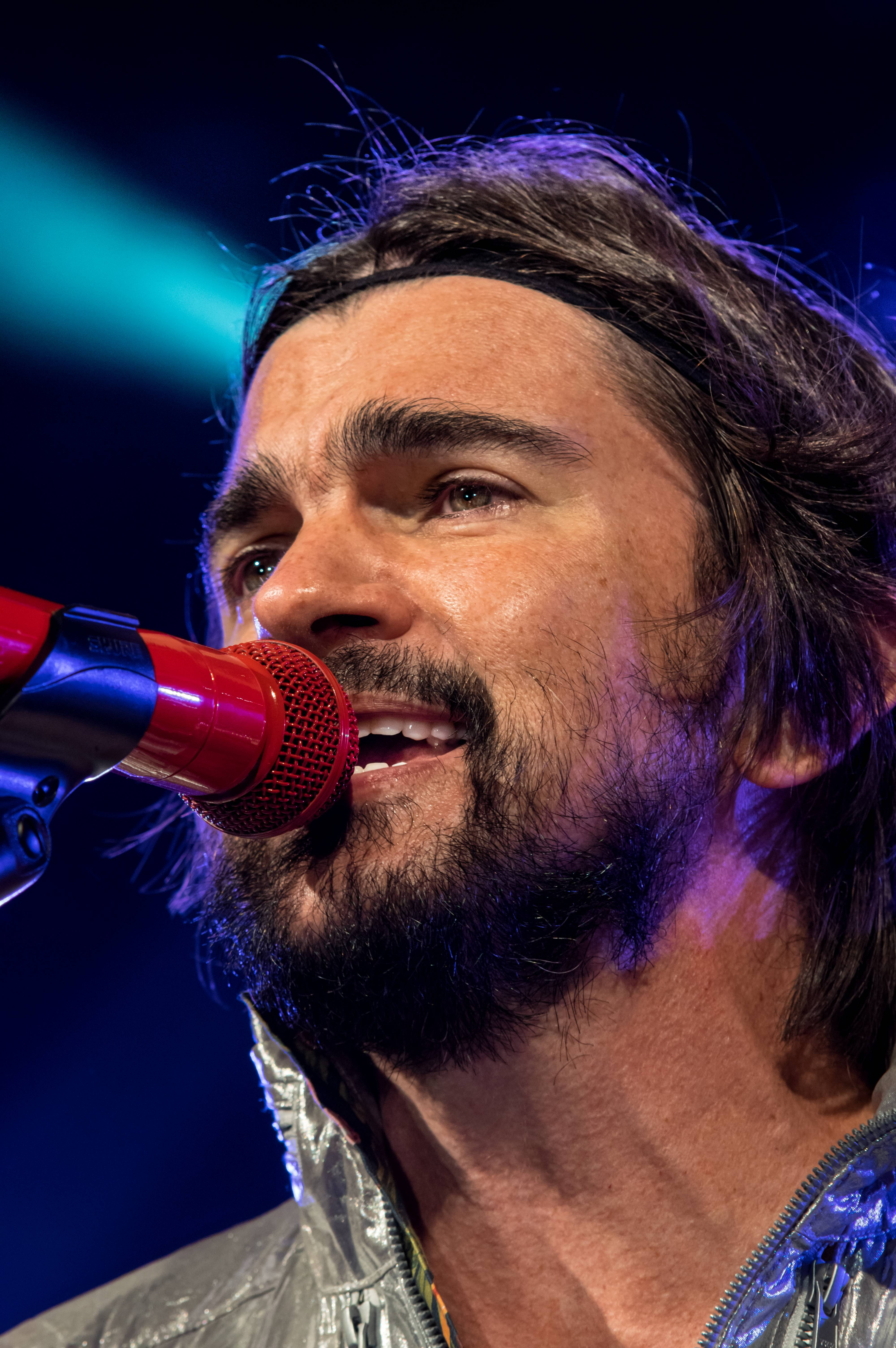
Zelt-Musik-Festival em 2015 Freiburg, Alemanha

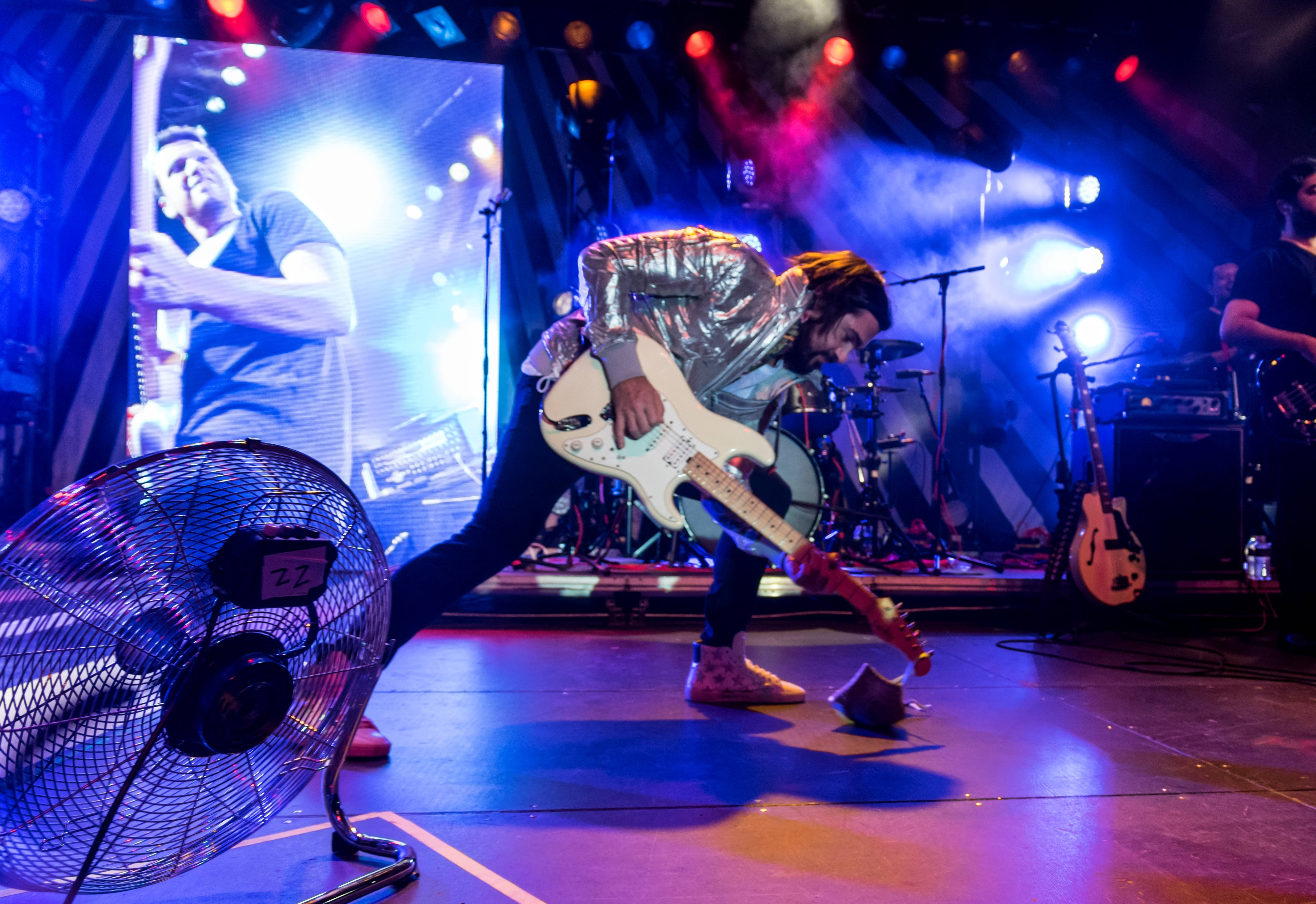
Zelt-Musik-Festival em 2015 Freiburg, Alemanha

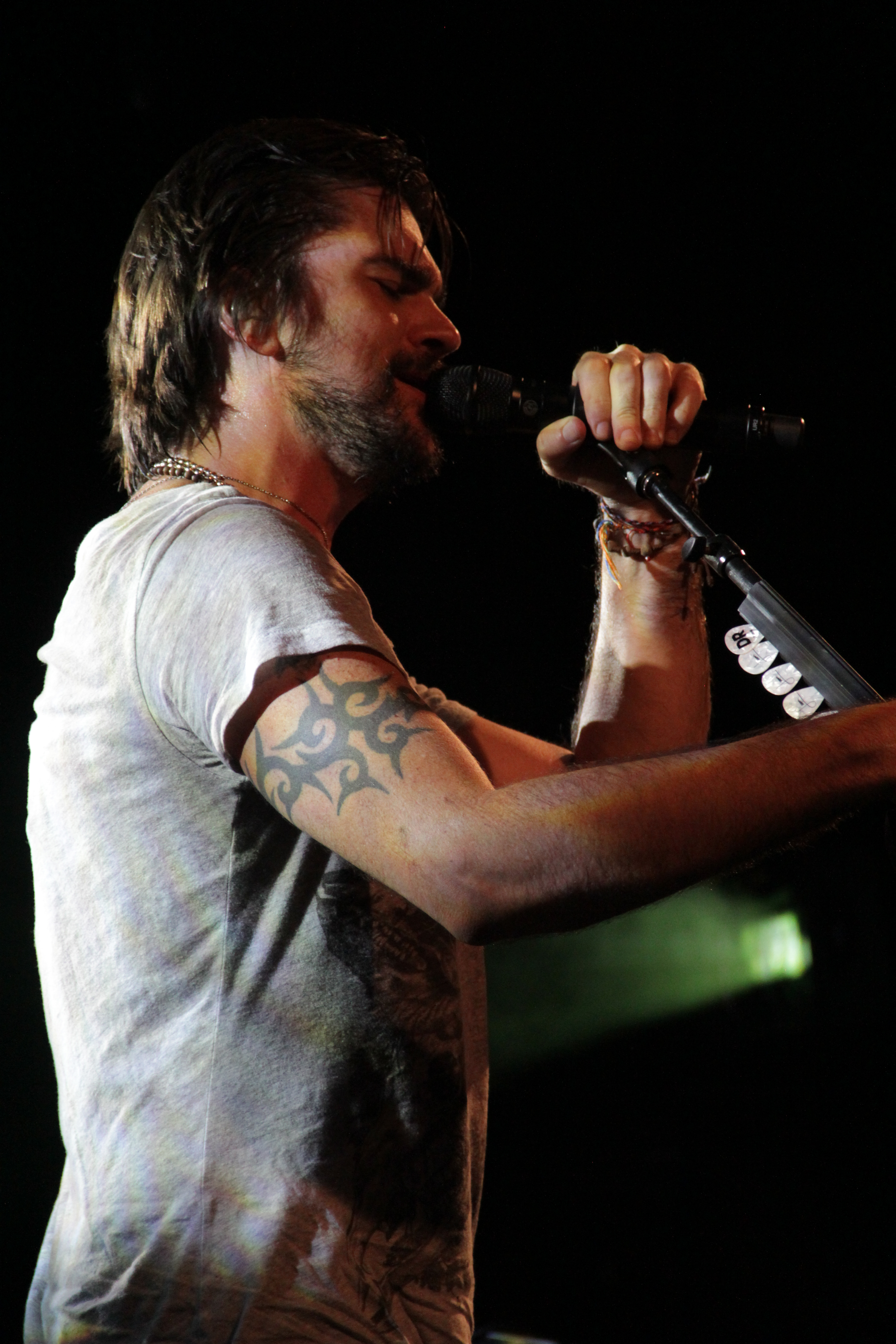
Juanes em 2012

Juan Esteban Aristizábal Vásquez (Medellín, 9 de agosto de 1972), conhecido como Juanes, é um cantor, compositor, guitarrista e filantropo colombiano. Com mais de 16 milhões de cópias vendidas ao longo de sua carreira, Juanes é um dos nomes mais importantes da música latina. Suas canções vão de Rock ao Pop latino, passando por cúmbia, reggae e vallenato. Já foi premiado com 3 Grammy Awards e 26 Grammy Latinos, sendo esse o maior recorde já alcançado por um músico colombiano.

## Carreira
Juan Esteban Aristizábal Vásquez nasceu em 9 de agosto de 1972 em Medellín, Colômbia. Sendo o mais jovem em uma família com seis filhos, Juanes teve contato com a música desde cedo e ainda na infância aprendeu a tocar flauta e violão - instrumentos e o acompanharam por toda vida.
Com o seu talento e incentivo da família, a música logo se tornou a principal atividade de Juanes. Aos 15 anos de idade inicia sua carreira musical na banda de death metal Ekhymosis, com o qual chegou a ter um relativo sucesso no cenário de rock na Colômbia. Juanes - que até então assinava Juan Esteban - foi o vocalista e guitarrista da banda. Após 12 anos de atuação e 5 álbuns lançados, em 1999 a banda se dissolveu, assim Juanes decidiu seguir em carreira solo.
Desta forma, no ano 2000 é lançado Fíjate bien, o álbum de estreia do colombiano como solista. Embora não tenha sido um sucesso internacional se limitando a Colômbia e países vizinhos, o álbum obteve excelentes conceitos da crítica especializada, garantindo a Juanes 7 indicações ao Grammy Latino, das quais foi premiado com 4: Melhor Canção e Melhor Canção de Rock pela faixa-título Fíjate bien; Melhor Álbum de Rock e Melhor Artista Novo.
Enquanto ainda promovia seu álbum de estreia, Juanes já trabalhava no que viria a ser seu segundo disco. Um Día Normal foi lançado em 2002 e trouxe algumas mudanças no estilo do cantor, que perdeu um pouco seu ar de rebeldia enquanto adotava uma postura mais romântica. Com isso, o álbum obteve uma recepção melhor que seu antecessor, se transformando rapidamente em um sucesso na América Latina e Europa, com mais de 2 milhões de cópias vendidas e 47 semanas no top 10 da Billboard “Top Latin Álbuns”. Além disso, o álbum fez com que Juanes fosse o grande vencedor da noite no Grammy Latino 2003, levando os prêmios de Canção e Gravação do Ano por Es Por Ti, Álbum do Ano, Melhor Álbum de Rock e Melhor Canção de Rock por Mala Gente. Neste disco se encontra alguns dos maiores sucessos do cantor como A Dios le Pido, Es Por Ti e sua parceria com a cantora canadense Nelly Furtado em Fotografia.
Em 2003 Juanes lança seu primeiro DVD intitulado El Diario de Juanes, contendo os vídeos de seus singles do primeiro e segundo álbum. Em novembro deste ano o cantor esteve pela primeira vez no Brasil para divulgar o novo trabalho que seria lançado internacionalmente no mês seguinte.
No ano de 2004 Juanes finalmente lança o que viria a ser seu best-seller internacional, o álbum Mi Sangre. O trabalho traz canções importantes como La Camisa Negra que segundo a Universal Music é o single mais bem sucedido do artista, alcançando o 1º lugar em mais de 143 países e sendo uma das músicas em espanhol mais escutada no mundo; e também Para tu Amor, uma das canções de maior sucesso do cantor no Brasil e tema da telenovela Páginas da Vida. Novamente, Juanes é reconhecido pelo Grammy Latino, somando mais três gramofones. Até o momento, o álbum já vendeu cerca de 4 milhões de cópias ao redor do mundo.
Em pleno sucesso de Mi Sangre, em 2006 Juanes surpreendeu aos fãs anunciando que tiraria um ano sabático para se dedicar a família, a trabalhos sociais e a produção de seu quarto álbum.
Após vários meses de ausência, Juanes retorna em Outubro de 2007 com seu álbum La vida… es un ratico. Com excelente recepção de público e crítica, o trabalho repete o sucesso de seu antecessor, sendo lançado em mais de 77 países e vendido 4,5 milhões de cópias - além das mais de 7 milhões de vendas do single Me enamora nas plataformas digitais, sendo essa canção a que até hoje permaneceu mais tempo na Billboard Latin Hot 100. Além de ganhar mais cinco categorias no Grammy Latino, o álbum rendeu a Juanes seu primeiro Grammy Award pelo Melhor Álbum de Pop Latino do ano. Em 2008 La vida… es un ratico ganha uma versão ao vivo trazendo mais cinco canções inéditas.
Em 10 de junho de 2010, Juanes se apresenta na Cerimônia de Abertura da Copa do Mundo FIFA 2010. Neste show o cantor mostra ao público pela primeira vez sua nova canção, Yerbatero, que viria a ser o primeiro single de seu álbum P.A.R.C.E, lançado em 7 de dezembro do mesmo ano. Yerbatero alcançou o primeiro lugar da Billboard Latin Hot 100 e até o momento o álbum vendeu cerca de 1 milhão de cópias.
Em 1 de fevereiro de 2012 o colombiano subiu ao palco para gravar um álbum ao vivo Juanes MTV Unplugged dirigido pelo também cantor Juan Luis Guerra. A gravação ocorreu em Miami e contou com a participação de músicos como Joaquin Sabina e a brasileira Paula Fernandes que acompanhou o cantor em uma versão bilíngue (Português e Espanhol) da canção Hoy me voy. A maioria das críticas sobre o álbum foram favoráveis e o desempenho dos seus três primeiros singles - La Señal, Hoy me Voy e Me Enamora – nos charts internacionais foram boas. O álbum lhe rendeu dois Grammys Latinos e o segundo Grammy Award do colombiano.
Após outra pequena pausa na carreira, o cantor retornou com Loco de Amor seu sexto álbum de estúdio lançado em março de 2014. Antes disso, La Luz, a primeira música de trabalho, já havia sido lançado em 2013, marcando então o início uma nova fase musical de Juanes, com experimentações e novos estilos. A canção chegou a ganhar uma versão bilíngue com participação da brasileira Claudia Leitte. Apesar de ter recebido algumas críticas negativas, o álbum foi reconhecido como Melhor Álbum de Pop/Rock pelo Grammy Latino e vendeu mais de 2 milhões de cópias ao redor do mundo. Além disso, o colombiano afirmou em entrevistas que considera Loco de Amor o melhor álbum de toda sua carreira enquanto solista.
Em 1 de maio de 2016 Juanes inicia a promoção de seu sétimo álbum de estúdio, intitulado Mis planes son amarte. Seu primeiro single Fuego, foi lançado em 7 de outubro do mesmo ano, seguido por Hermosa Ingrata, Perro Viejo, Es tarde e El Ratico em parceria com a cantora Kali Uchis. Mis Planes foi o primeiro álbum audiovisual lançado por um artista latino-americano, sendo o mais inovador e ambicioso da carreira do cantor. As faixas do álbum nos levam a história de um astronauta colombiano que viaja no tempo e espaço em busca de seu amor.
Em 10 de fevereiro de 2017 a cantora chilena Mon Laferte publicou seu single Amárrame em parceria com Juanes. O clipe musical estreou na MTV no mesmo dia e posteriormente foi colocado à disposição dos fãs através do YouTube. A música foi um grande sucesso, transformando Mon Laferte na única chilena a ocupar uma das 5 primeiras posições no Spotify mundial.
Em 2018 Juanes lançou o single Pa Dentro que viria a ser a primeira canção de seu sétimo álbum de estúdio, com lançamento em 22 de novembro de 2019. O disco Más Futuro Que Pasado também inclui as recentes parcerias do colombiano com Alessia Cara em Querer Mejor, Lalo Ebratt em La Plata e Sebastián Yatra em Bonita.
Juanes foi reconhecido como "personalidade do ano" pelo Grammy Latino de 2019 devido a relevância de seu trabalho musical e humanitário nos países latinos. O prêmio já foi entregue a grandes nomes como Gilberto Gil, Caetano Veloso, Roberto Carlos e Shakira.

## Vida Pessoal
Juanes é casado com a atriz e modelo Karen Martinez há 17 anos. O casal se conheceu durante a gravação do clipe Podemos hacernos daño, em 2002. Curiosamente, o papel interpretado por Karen seria de Tatiana de los Rios, ex namorada do cantor que recusou o convite para o trabalho.
Em 6 de setembro de 2003 Karen deu a luz a primeira filha do casal, Luna Aristizábal Martínez; e em 2 de julho de 2005 a segunda, Paloma Aristizábal Martínez.
Em 2007 foi anunciado o fim do relacionamento, porém a separação durou apenas 4 meses até que o casal se reconciliasse; e em 12 de setembro de 2009 nascia Dante Aristizábal Martínez .
Juanes é filho de Alicia e Javier Aristizábal, o cantor tem mais cinco irmãos mais velhos. Seu pai morreu no início de sua carreira e em sua homenagem Juanes escreveu a canção Para Ser Eterno, que está presente em seu álbum de estreia.
Atualmente, Juanes e sua família vivem em Key Biscayne na Flórida.

## Prêmios e indicações

### Grammy
| Ano  | Trabalho nomeação            | Categoria                                         | Resultado |
| ---- | ---------------------------- | ------------------------------------------------- | --------- |
| 2002 | Fijate Bien                  | Melhor Álbum de Rock Latino ou Música Alternativa | Nomeado   |
| 2003 | Un Día Normal                | Melhor Álbum de Rock Latino ou Música Alternativa | Nomeado   |
| 2005 | Mi Sangre                    | Melhor Álbum de Rock Latino ou Música Alternativa | Nomeado   |
| 2009 | La Vida... Es un Ratico      | Melhor Álbum de Pop Latino                        | Ganhador  |
| 2013 | MTV Unplugged Deluxe Edition | Melhor Álbum de Pop Latino                        | Ganhador  |
| 2015 | Loco de Amor                 | Melhor Álbum de Pop Latino                        | Nomeado   |
| 2018 | Mis planes son amarte        | Melhor Álbum de Pop Latino                        | Nomeado   |
| 2022 | Origen                       | Melhor Álbum de Rock Latino ou Música Alternativa | Ganhador  |
| 2024 | Vida Cotidiana               | Melhor Álbum de Rock Latino ou Música Alternativa | Pendente  |

### Grammy Latinos
| Ano  | Trabalho nomeação                                 | Categoria                                      | Resultado |
| ---- | ------------------------------------------------- | ---------------------------------------------- | --------- |
| 2001 | "Fijate bien"                                     | Álbum do Ano                                   | Nomeado   |
| 2001 | "Fijate bien"                                     | Canção do Ano "Fíjate Bien"                    | Nomeado   |
| 2001 | "Fijate bien"                                     | Melhor Artista Novo                            | Ganhador  |
| 2001 | "Fijate bien"                                     | Mejor Álbum Rock Solo                          | Ganhador  |
| 2001 | "Fijate bien"                                     | Mejor Canção Rock "Fíjate bien"                | Ganhador  |
| 2001 | "Fijate bien"                                     | Produtor do Ano (Gustavo Santaolalla)          | Nomeado   |
| 2001 | "Fijate bien"                                     | Melhor vídeo musical "Fíjate bien"             | Nomeado   |
| 2002 | Un día normal                                     | Canção do Ano "A Dios le Pido"                 | Nomeado   |
| 2002 | Un día normal                                     | Melhor Canção de Rock "A Dios le Pido"         | Ganhador  |
| 2002 | Un día normal                                     | Melhor Vídeo Musical "A Dios le Pido"          | Nomeado   |
| 2003 | Un día normal                                     | Álbum do ano                                   | Ganhador  |
| 2003 | Un día normal                                     | Canção do Ano "Es por Ti"                      | Ganhador  |
| 2003 | Un día normal                                     | Gravação do Ano "Es Por Ti"                    | Ganhador  |
| 2003 | Un día normal                                     | Melhor Álbum de Rock Solo                      | Ganhador  |
| 2003 | Un día normal                                     | Melhor Canção de Rock "Mala Gente"             | Ganhador  |
| 2003 | Un día normal                                     | Produtor do Ano (Gustavo Santaolalla)          | Nomeado   |
| 2005 | Mi Sangre                                         | Melhor Álbum de Rock Solo                      | Ganhador  |
| 2005 | Mi Sangre                                         | Melhor Canção de Rock "Nada valgo sin tu amor" | Ganhador  |
| 2005 | Mi Sangre                                         | Melhor vídeo musical "Volverte a ver"          | Ganhador  |
| 2005 | Mi Sangre                                         | Produtor do Ano (Gustavo Santaolalla)          | Nomeado   |
| 2008 | La Vida... Es un Ratico                           | Álbum do Ano                                   | Ganhador  |
| 2008 | La Vida... Es un Ratico                           | Canção do Ano "Me Enamora"                     | Ganhador  |
| 2008 | La Vida... Es un Ratico                           | Melhor Álbum Pop Masculino                     | Ganhador  |
| 2008 | La Vida... Es un Ratico                           | Melhor Vídeo Musical "Me Enamora"              | Ganhador  |
| 2008 | La Vida... Es un Ratico                           | Gravação do Ano "Me Enamora"                   | Ganhador  |
| 2012 | MTV Unplugged                                     | Álbum do Ano                                   | Ganhador  |
| 2012 | MTV Unplugged                                     | Gravação do Ano "Azul Sabina"                  | Nomeado   |
| 2012 | MTV Unplugged                                     | Canção do Ano "Azul Sabina"                    | Nomeado   |
| 2012 | MTV Unplugged                                     | Melhor Vídeo Musical Longo                     | Ganhador  |
| 2014 | Loco de amor                                      | Álbum Pop/Rock del ano                         | Ganhador  |
| 2014 | Loco de amor                                      | Melhor Canção de Rock "Mil Pedazos"            | Nomeado   |
| 2015 | Loco de amor                                      | Melhor Vídeo Musical Longo                     | Ganhador  |
| 2017 | Mis planes son amarte                             | Melhor Engenharia Musical                      | Ganhador  |
| 2017 | Mis planes son amarte                             | Melhor Álbum de Rock                           | Ganhador  |
| 2018 | Pa' Dentro                                        | Melhor Vídeo Musical Curto                     | Ganhador  |
| 2019 | Querer mejor (Feat. Alessia Cara)                 | Gravação do Ano                                | Nomeado   |
| 2019 | Querer mejor (Feat. Alessia Cara)                 | Canção do Ano                                  | Nomeado   |
| 2019 | La Plata (Feat. Lalo Ebratt)                      | Gravação do Ano                                | Nomeado   |
| 2020 | Bonita (Feat. Sebastián Yatra)                    | Canção do Ano                                  | Nomeado   |
| 2020 | Bonita (Feat. Sebastián Yatra)                    | Melhor Canção Pop                              | Nomeado   |
| 2020 | Más futuro que pasado                             | Melhor Álbum Pop Vocal Contemporâneo           | Nomeado   |
| 2021 | Origen                                            | Álbum do Ano                                   | Nomeado   |
| 2021 | Origen                                            | Melhor Álbum Pop/Rock                          | Ganhador  |
| 2021 | Origen                                            | Melhor Vídeo Musical Versão Longa              | Nomeado   |
| 2023 | Vida Cotidiana                                    | Álbum do Ano                                   | Pendente  |
| 2023 | Vida Cotidiana                                    | Melhor Álbum Pop/Rock                          | Ganhador  |
| 2023 | Gris                                              | Melhor Canção de Rock                          | Nomeado   |
| 2023 | Sí tú me quieres (Fonseca feat. Juan Luis Guerra) | Gravação do Ano                                | Pendente  |

## Discografia
Com Ekhymosis
- 1988 - Nunca nada nuevo (demo)
- 1989 - Desde arriba es diferente (single)
- 1991 - De rodillas
- 1993 - Niño gigante
- 1994 - Ciudad pacífico
- 1995 - Amor bilingüe
- 1996 - Unplugged
- 1997 - Ekhymosis

Como solista
- 2000 - Fíjate bien
- 2002 - Un día normal
- 2004 - Mi sangre
- 2007 - La vida... es un ratico
- 2010 - P.A.R.C.E.
- 2014 - Loco de amor
- 2017 - Mis planes son amarte
- 2019 - Más Futuro que Pasado
- 2021 - Origen
- 2023 - Vida Cotidiana

Ao vivo
- 2005 - Mi Sangre Tour Edition
- 2008 - La vida... es un ratico (ao vivo)
- 2012 - Juanes MTV Unplugged

DVD
- 2003 - El diario de Juanes
- 2008 - La vida... es un ratico (ao vivo)
- 2012 - Juanes MTV Unplugged